# Kilion
Kilion – postać biblijna z Księgi Rut, żyjący w czasach sędziów Żyd z Betlejem, syn Elimeleka i Noemi, brat Machlona.
Wraz z rodziną, z powodu głodu panującego w Królestwie Judy, wyemigrował do Moabu, gdzie ożenił się z Orpą. Zmarł tamże, nie pozostawiwszy po sobie potomka.